# Lubna Ahmed el Hussein
Lubna Ahmed el Hussein (* Sudan) ist eine sudanesische Journalistin, die sich in ihrem Land gegen die Diskriminierung von Frauen wegen ihrer Kleidung durch das Strafrecht und die Scharia einsetzt.
Hussein gehört zu einer Gruppe von 13 Frauen, die Anfang Juli 2009 in Khartum von der Religionspolizei festgenommen worden waren, weil sie als muslimische Frauen in einem Restaurant Hosen getragen hatten. Dies wurde vor dem Hintergrund des im Norden des Landes geltenden islamischen Scharia-Rechtes als ein Verstoß gegen den Paragraphen 152 des sudanesischen Strafgesetzbuches gewertet. Der Al-Sagana-Schnellgerichtshof setzte zwei Tage später eine Strafe von 10 Peitschenhieben und einer Geldstrafe von umgerechnet 100 Euro fest. Zehn der Frauen akzeptierten die Strafe, welche daraufhin vollstreckt wurde.
Hussein und zwei weitere Frauen legten Beschwerde ein. Hussein machte den Fall bekannt, indem sie über 500 Politiker, Diplomaten und Medienvertreter zu ihrem Prozess einlud.
Am 7. September wurde Hussein zu einer Strafe von rund 500 Sudanesischen Pfund (umgerechnet 146 Euro) verurteilt. Sie lehnte es ab, die Strafe zu zahlen, und sollte daher eine vierwöchige Gefängnisstrafe antreten. Während des Prozesses demonstrierten 150 Frauen gegen die Kleiderordnung und zur Unterstützung Husseins vor dem Gericht, von denen einige ebenfalls Hosen trugen und etwa 40 verhaftet wurden.
Hussein wurde am 8. September 2009 freigelassen, nachdem eine sudanesische Journalistengruppe ohne ihr Wissen und gegen ihren Willen die Strafe bezahlt hatte.
Hussein setzt sich für die Aufhebung von Paragraph 152 des Strafgesetzbuches ein, welcher bis zu vierzig Peitschenschläge und eine Geldstrafe demjenigen auferlegt, der „die öffentliche Moral verletzt oder unanständige Kleidung trägt“. Aufgrund dieses Paragraphen sind nach Husseins Angaben innerhalb der vergangenen zwei Jahrzehnte zehntausende von Frauen und Mädchen im Sudan wegen ihrer Bekleidung ausgepeitscht worden. Sie argumentiert, dass der Paragraph sowohl gegen die sudanesische Verfassung als auch gegen die Scharia verstoße.